# 南西肯恩
南西肯恩是由女主唱南西和男主唱兼吉他手肯恩所組成的臺灣音樂組合，2021年發行首張全創作專輯《一個不屬於自己的地方》；2023年發行第二張專輯《你是平靜的》。

## 簡介
南西肯恩在2017年6月成團，始於大學時期的一場共演活動，之後開啟創作之路。
南西肯恩以第一首自創曲《煙花》開始受關注。2020年發行首張EP《那麼我想再擁有自己》，而後相繼發出《Unplugged》及《Unplugged 2.0》EP。2021年發行首張專輯《一個不屬於自己的地方》和2023年的《你是平靜的》。

## 作品發行
專輯(實體&數位發行)
| 發表時間   | 名稱                     | 收錄曲                              |
| ---------- | ------------------------ | ----------------------------------- |
| 2021年9月  | 《一個不屬於自己的地方》 | 在                                  |
| 2021年9月  | 《一個不屬於自己的地方》 | 一個不屬於自己的地方                |
| 2021年9月  | 《一個不屬於自己的地方》 | 雲                                  |
| 2021年9月  | 《一個不屬於自己的地方》 | 煙花                                |
| 2021年9月  | 《一個不屬於自己的地方》 | 哪裡                                |
| 2021年9月  | 《一個不屬於自己的地方》 | 需要你                              |
| 2021年9月  | 《一個不屬於自己的地方》 | 大海                                |
| 2021年9月  | 《一個不屬於自己的地方》 | 練習一個人生活                      |
| 2021年9月  | 《一個不屬於自己的地方》 | 惡夢                                |
| 2021年9月  | 《一個不屬於自己的地方》 | 這個星球有你的名字                  |
| 2021年9月  | 《一個不屬於自己的地方》 | 我想再擁有自己                      |
| 2021年9月  | 《一個不屬於自己的地方》 | 蒙毅將軍(僅實體專輯收錄)            |
| 2023年12月 | 《你是平靜的》           | 我已經原諒你                        |
| 2023年12月 | 《你是平靜的》           | 錯                                  |
| 2023年12月 | 《你是平靜的》           | 我也曾經想過這樣殺了我自己          |
| 2023年12月 | 《你是平靜的》           | Chasing / Tracing(feat.UNIDOTS)     |
| 2023年12月 | 《你是平靜的》           | 無垠                                |
| 2023年12月 | 《你是平靜的》           | 晚安森林                            |
| 2023年12月 | 《你是平靜的》           | 躲起來的人                          |
| 2023年12月 | 《你是平靜的》           | Run Away                            |
| 2023年12月 | 《你是平靜的》           | Stay With Me(feat.Michael Benjamin) |
| 2023年12月 | 《你是平靜的》           | 親愛的你啊                          |

迷你專輯、EP(實體&數位發行)
| 發表時間   | 名稱                   | 收錄曲                        |
| ---------- | ---------------------- | ----------------------------- |
| 2020年3月  | 《那麼我想再擁有自己》 | 煙花                          |
| 2020年3月  | 《那麼我想再擁有自己》 | 練習一個人生活                |
| 2020年3月  | 《那麼我想再擁有自己》 | 無可救藥的貓                  |
| 2020年11月 | 《Unplugged》          | 大海(U)                       |
| 2020年11月 | 《Unplugged》          | 惡夢(U)                       |
| 2020年11月 | 《Unplugged》          | 把一生都交給了孤獨(U)         |
| 2020年11月 | 《Unplugged》          | 塵緣(U)                       |
| 2022年3月  | 《Unplugged 2.0》      | 煙花(U)                       |
| 2022年3月  | 《Unplugged 2.0》      | 雲(U)                         |
| 2022年3月  | 《Unplugged 2.0》      | 一個不屬於自己的地方(U)       |
| 2022年3月  | 《Unplugged 2.0》      | Purely (U)                    |
| 2022年3月  | 《Unplugged 2.0》      | 練習一個人生活(U)             |
| 2024年9月  | 《Unplugged 3.0》      | 錯.k (U)                      |
| 2024年9月  | 《Unplugged 3.0》      | 我也曾經想過這樣殺了我自己(U) |
| 2024年9月  | 《Unplugged 3.0》      | 躲起來的人(U)                 |
| 2024年9月  | 《Unplugged 3.0》      | 錯.n (U)                      |
| 2024年9月  | 《Unplugged 3.0》      | 我已經原諒你(U)               |

單曲(實體&數位發行)
| 發表時間   | 名稱                                     |
| ---------- | ---------------------------------------- |
| 2021年7月  | 《需要你》                               |
| 2021年8月  | 《我想再擁有自己》                       |
| 2022年2月  | 《你的身體》／葉青 -「滾動的詩」音樂紀實 |
| 2023年6月  | 《我也曾經想過這樣殺了我自己》           |
| 2023年7月  | 《無垠》                                 |
| 2024年11月 | 《大海.Ludun》Live (feat.花蓮崙山國小)   |

其他發行
| 發表時間      | 名稱                                 | 收錄                                        |
| ------------- | ------------------------------------ | ------------------------------------------- |
| 2021年6月12日 | 《蒙毅將軍［VIP專輯巡迴限定］Vibe 》 | 蒙毅將軍（全編制版本音檔-OURSONG 限定發行） |
| 2021年6月12日 | 《蒙毅將軍［VIP專輯巡迴限定］Vibe 》 | 蒙毅將軍（原版音檔）                        |
| 2021年6月12日 | 《蒙毅將軍［VIP專輯巡迴限定］Vibe 》 | 錄音花絮照                                  |
| 2021年6月12日 | 《蒙毅將軍［VIP專輯巡迴限定］Vibe 》 | 專輯巡迴各演出場次入場資格（限持有人）      |
| 2021年6月12日 | 《蒙毅將軍［VIP專輯巡迴限定］Vibe 》 | 驚喜小禮                                    |

## 外部連結
- 南西肯恩的Facebook專頁
- 南西肯恩的Instagram帳戶